# Язов, Дмитрий Тимофеевич
Дми́трий Тимофе́евич Я́зов (8 ноября 1924, Язово, Покровская волость, Калачинский уезд, Омская губерния — 25 февраля 2020, Москва) — советский и российский военачальник. Министр обороны СССР (1987—1991). Маршал Советского Союза (1990). Кандидат в члены Политбюро ЦК КПСС (1987—1990). Член ЦК КПСС (1987—1991). Член Президентского совета СССР (1990). Член Совета безопасности СССР (1991). Член ГКЧП (1991). Участник Великой Отечественной войны.
Являлся самым молодым из Маршалов Советского Союза (по году рождения) и последним из них по дате присвоения звания. После смерти Василия Петрова 1 февраля 2014 года оставался последним живущим Маршалом Советского Союза.

## Биография
Родился 8 ноября 1924 года в селе Язово Крестинской волости Калачинского уезда Омской губернии. Отец — Тимофей Яковлевич Язов (1902—1933 (1934)), мать — Мария Федосеевна Язова (1904—?), оба крестьяне. В семье было четверо детей.

### Великая Отечественная война

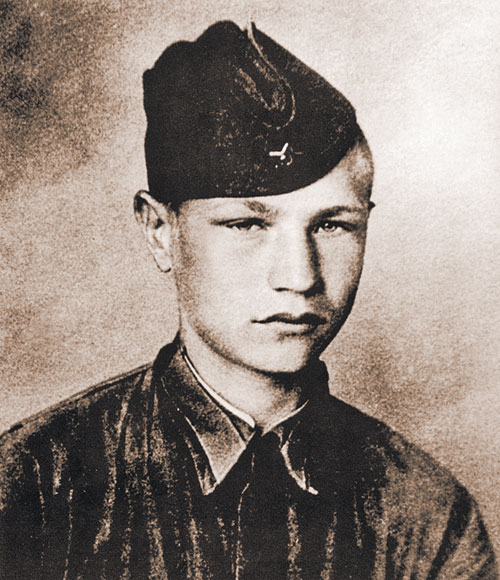
Курсант Московского пехотного училища шестнадцатилетний Дмитрий Язов. 1941 год

В Красную армию вступил добровольно в ноябре 1941 года семнадцатилетним парнем, не успев окончить среднюю школу. Когда пошёл в армию, приписал себе год. Сказал, что родился в 1923 году. Был зачислен на обучение в Московское Краснознамённое пехотное училище имени Верховного Совета РСФСР (размещавшееся в эвакуации в Новосибирске в период 02.11.1941 — 28.01.1942) и окончил его в июне 1942 года. Аттестат об окончании школы получил только в 1953 году, уже будучи майором.
На фронтах Великой Отечественной войны с августа 1942 года. Воевал на Волховском и Ленинградском фронтах в должностях командира стрелкового взвода и командира стрелковой роты 483-го стрелкового полка 177-й стрелковой дивизии, командира взвода фронтовых курсов младших лейтенантов Ленинградского фронта. Участвовал в обороне Ленинграда, в наступательных операциях советских войск в Прибалтике, в блокаде Курляндской группировки германских войск. В 1944 году вступил в ВКП(б).
Дважды был ранен в бою. После первого ранения в ногу вернулся в строй через два месяца.

«Во время наступления меня снарядом подбросило, видимо, в болото попал снаряд. Хорошо подбросило. Получил в ногу ранение и отбил почки»— Дмитрий Язов. «Ветераны—70»
Второе ранение, в голову и лицо, получил во время прорыва блокады Ленинграда в 1943 году. После излечения был назначен командиром взвода фронтовых курсов. За подвиги в годы Великой Отечественной войны награждён орденом Красной Звезды в 1945 году. За время войны окончил также фронтовые курсы усовершенствования командного состава Волховского фронта.

### Служба после войны
«Я в армии с 17 лет, а матом ругаться так и не научился, считаю, что мат хорош в колхозе, когда быки не слушаются. А с людьми нельзя».
Сразу после Победы был направлен на Курсы усовершенствования офицеров пехоты Красной армии, которые окончил в 1946 году и был назначен командиром стрелковой роты. Только в 1953 году, будучи в звании майора, окончил вечернюю школу, а в 1956 году — Военную академию имени М. В. Фрунзе с золотой медалью. По окончании академии назначен командиром мотострелкового батальона. С октября 1958 года — старший офицер в Управлении боевой подготовки Ленинградского военного округа. С октября 1961 года — командир 400 мотострелкового полка 63-й гвардейской стрелковой дивизии, полковник (20.06.1962). На должность командира полка был назначен по личному указанию Маршала Советского Союза Василия Ивановича Чуйкова. В период Карибского кризиса 400-й мотострелковый полк Язова был скрытно переброшен на Кубу и находился там с сентября 1962 по октябрь 1963 года в боевой готовности для отражения вторжения войск США на остров. Награждён орденом Красного Знамени. С сентября 1963 года — заместитель, а затем начальник отдела планирования и общевойсковой подготовки штаба Ленинградского военного округа (до 1965 года).
В 1967 году окончил Военную академию Генерального штаба. С октября 1967 года — командир 122 гвардейской мотострелковой дивизии Забайкальского ВО, генерал-майор (22.02.1968). С марта 1971 года — командир 32-го армейского корпуса (32nd Army Corps (Soviet Union)) в Крыму, генерал-лейтенант (15.12.1972). С января 1973 года — командующий 4-й армией, дислоцированной в Азербайджанской ССР (штаб — г. Баку). С мая 1974 года — начальник 1-го управления в Главном управлении кадров Министерства обороны СССР. С октября 1976 года — первый заместитель командующего войсками Дальневосточного военного округа, генерал-полковник (28.10.1977).
С января 1979 года — командующий войсками Центральной группы войск на территории Чехословакии. С 30 декабря 1980 года — командующий войсками Среднеазиатского военного округа, генерал армии (06.02.1984). С июня 1984 года — командующий войсками Дальневосточного военного округа, по некоторым сообщениям СМИ, во время службы на Дальнем Востоке подружился с Ким Ир Сеном. С января 1987 года — начальник Главного управления кадров (ГУК) — заместитель Министра обороны СССР по кадрам. В этой должности находился всего четыре месяца.

### Министр обороны СССР

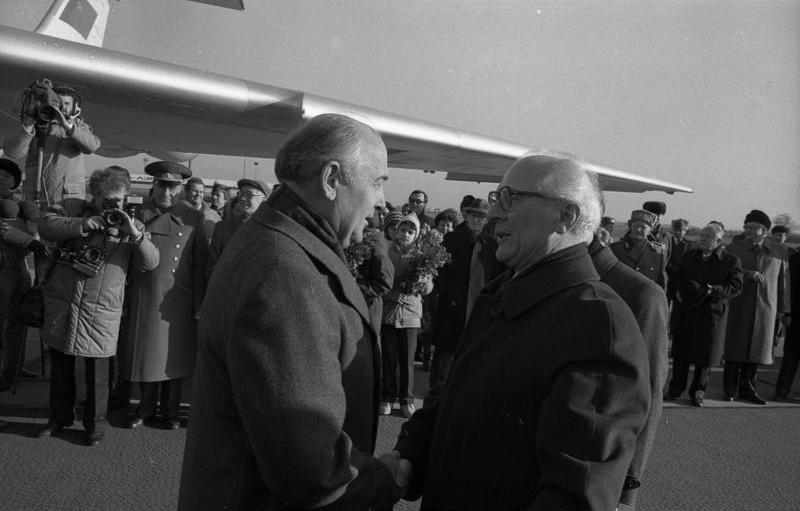
Министр обороны СССР генерал армии Дмитрий Тимофеевич Язов (на заднем плане) во время встречи Михаила Сергеевича Горбачёва и Эриха Хоннекера. Берлин, декабрь 1987 года

Назначен на должность министра обороны СССР указом Президиума Верховного Совета СССР от 30 мая 1987 года неожиданно для себя, спустя 2 суток после полёта Матиаса Руста и последующей отставки с должности министра обороны Маршала Советского Союза Сергея Леонидовича Соколова. Первые три года в должности министра Язов оставался генералом армии, что было необычно (с 1935 года все главы военного ведомства были Маршалами Советского Союза, за исключением Сталина, который, став наркомом обороны в 1941 году, до 1943 года не имел никакого звания). Лишь 28 апреля 1990 года президент СССР Михаил Сергеевич Горбачёв присвоил Д. Т. Язову звание Маршала Советского Союза. Это стало последним присвоением этого звания в истории СССР. Присвоение было приурочено к 45-летнему юбилею и предстоящему Параду Победы.

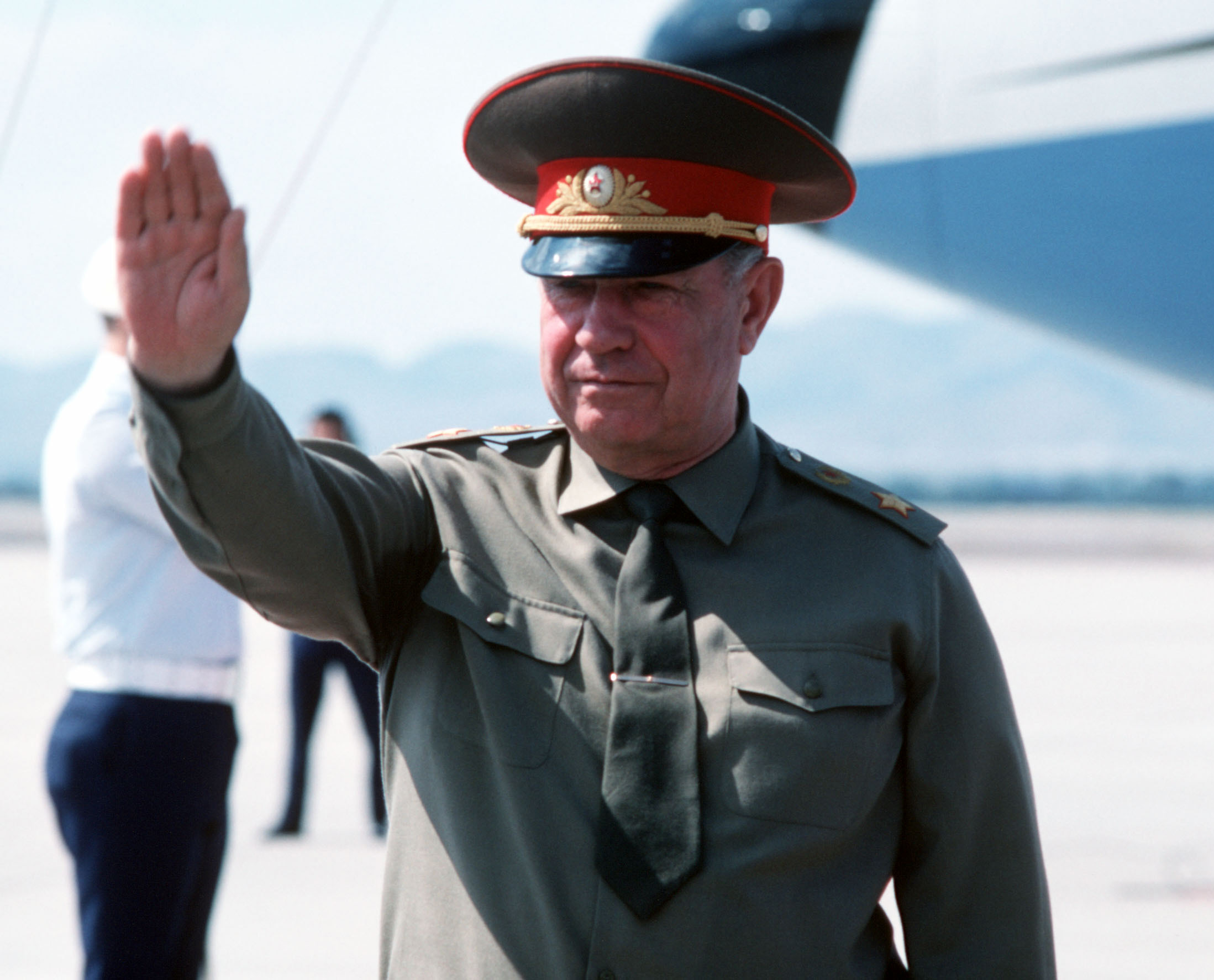
Министр обороны СССР генерал армии Дмитрий Тимофеевич Язов во время рабочей поездки в США. Ноябрь 1989 года

Д. Т. Язов стал министром обороны в сложное для страны и армии время. Шла Афганская война, обострялась внутренняя обстановка в СССР, росло недовольство общественности призывной политикой (в том числе лишением студентов отсрочки, ставшим почти тотальным весной 1987 г.). В конце 1987 года М. С. Горбачёвым были приняты радикальные решения о сокращении ядерного вооружения. Язов, как и большинство высшего военного руководства страны, не был согласен с тем, что сокращение нужно проводить такими темпами и в таком широком ассортименте. Тем не менее, он был обязан выполнять решение о сокращении Вооружённых Сил и готовить вывод группировок советских войск с территории иностранных государств (ГСВГ, ЦГВ, ЮГВ, СГВ, ГСВМ).
На посту министра обороны СССР, в соответствии с заключёнными в апреле 1988 года Женевскими соглашениями о политическом урегулировании положения вокруг ДРА, осуществлял вывод ограниченного контингента советских войск из Афганистана (1988—1989 годы).
27 марта 1990 года Язов единственный раз в истории Вооружённых сил СССР не издал приказ об увольнении в запас и призыве граждан на действительную военную службу. Вместо приказа министра обороны 29 марта вышло постановление Совета Министров СССР № 305 за подписью Председателя Совета Министров СССР Николая Ивановича Рыжкова и Управляющего делами Совета Министров СССР Михаила Сергеевича Шкабардни.
В марте 1991 года в связи с реорганизацией советского правительства (создание Кабинета Министров при Президенте СССР) был переназначен на должность министра обороны СССР указом президента СССР.
Член КПСС с 1944 года, кандидат в члены ЦК КПСС с 1981 года, член ЦК КПСС с июня 1987 по август 1991 года, кандидат в члены Политбюро ЦК КПСС с июня 1987 по июль 1990 года. Член Президентского совета СССР в марте — декабре 1990 года. Член Совета безопасности СССР в марте — декабре 1991 года. Депутат Верховного Совета СССР 10—11-го созывов (1979—89).

### ГКЧП
Консерватор Язов был непопулярен в кругах сторонников Перестройки; в 1991 году примкнул к готовящемуся ГКЧП и с первого дня вошёл в его состав; 19 августа в Москву по его приказу были введены танки и тяжёлая военная техника. 21 августа Язов отдал приказ о выводе войск из столицы.
Отправился в Форос к Горбачёву и тотчас по возвращении был арестован в аэропорту Внуково-2 в ночь на 22 августа 1991 года.
За всё время после того, как был образован ГКЧП, я издал два документа. Первый: привести войска в повышенную боевую готовность. И второй — о том, чтобы вывести войска из Москвы 21 августа.

В аресте Язова лично участвовали министр внутренних дел РСФСР Виктор Павлович Баранников и Генеральный прокурор РСФСР Валентин Георгиевич Степанков. Следователем было предъявлено официальное обвинение по статье 64 УК РСФСР — измена Родине.
В день ареста был издан Указ Президента об освобождении Язова от обязанностей Министра обороны, который согласно статьям 113 и 127.3 Конституции СССР был внесён на рассмотрение Верховного Совета СССР, заседание которого открылось 26 августа, но указ так и не был им утверждён. Также в этот день в Доме отдыха «Сенеж» Управления делами Совета Министров РСФСР (на озере Сенеж) состоялся первый допрос Язова. Министр обороны заявил, что никакого заговора не было, а было решение организовать поездку к Горбачёву, чтобы тот согласился временно возложить свои полномочия на Янаева, и никто не обсуждал вопрос о физической ликвидации Горбачёва. Вместе с тем он заявил, что чувствует себя виноватым перед Горбачёвым и его женой, а также перед народом и КПСС. И назвал действия ГКЧП «глупостью», которая не должна повториться. Этот допрос проводился без адвоката (и в связи с этим в 1994 году Верховный суд России признал показания Язова, данные им на этом допросе, лишёнными юридической силы и исключил их из материалов дела). После этого допроса Язов вместе с другим членом ГКЧП Тизяковым были доставлены в следственный изолятор г. Кашина (Калининская область). 25 августа Язова перевели в Матросскую тишину. Год спустя, по решению руководителя следственной группы, уголовное дело в части «измена Родине» было прекращено.
Утром 22 августа, перед первым допросом, обратился к Горбачёву с записанным на видео посланием, в котором он зачитывал письмо и называл себя «старым дураком», сожалел об участии в этой «авантюре» и просил прощения у президента СССР. Через 20 лет после этих событий Язов скажет, что не помнил, что говорил, так как не спал сутки. А инициатором этого письма и видео он назвал Молчанова. В день допроса Владимир Кириллович Молчанов брал интервью у Язова. В своих воспоминаниях Язов уточнил, что его уговаривали обратиться с покаянной речью к Горбачёву для защиты от статьи, которую ему «шьют», и под влиянием усталости он поддался на уговоры телевизионных репортёров.
29 августа 1991 года Верховный Совет СССР по представлению президента Горбачёва утвердил в должности министра обороны Евгения Ивановича Шапошникова, по сути освободив Язова от исполнения обязанностей министра (за день до этого арестованный Язов формально стал и. о. министра обороны в результате отставки Кабинета Министров).
26 января 1993 года экс-министр обороны освобождён из-под стражи вместе с другими членами ГКЧП Янаевым, Павловым, Крючковым, Тизяковым и Баклановым.
498 дней и ночей в «Матросской Тишине». Целый день в камере горел свет, ночью зажигалась красная лампа. Я пытался прикрыть её газетой, но тут же входил майор и срывал: не положено …

23 февраля 1994 года был амнистирован Государственной думой Федерального Собрания РФ. Перед этим, 7 февраля 1994 года, был уволен с военной службы и награждён именным пистолетом; в дальнейшем продолжал участвовать в ветеранских мероприятиях, присутствовать среди почётных гостей на парадах Победы. Неоднократно выступал с воспоминаниями о ГКЧП, в которых утверждал, что заговора против государственной власти тогда не было. Также утверждал, что не отказывался от амнистии, в отличие от своего бывшего зама Валентина Ивановича Варенникова, потому что в противном случае был бы осуждён за порчу асфальта на улицах Москвы танками.

### Уголовное преследование в Литве
19 декабря 1991 года был заочно признан виновным по ст. 88, ч. 2 УК Литовской ССР (попытка совершения госпереворота), в причастности к событиям в Вильнюсе в январе 1991 года. Статья предусматривала заключение до 15 лет или расстрел. В январе 2016 года Генеральная прокуратура Литовской республики на суде по «делу 13 января» заочно обвинила Д. Т. Язова в создании «организованной группы из 160 военных и политических деятелей с целью возвращения Литвы в состав СССР». Сам Язов отрицал вину советских солдат в гибели людей у вильнюсского телецентра. В ноябре 2016 года Госдума России приняла заявление «О судебном процессе по уголовному делу о событиях 13 января 1991 года, рассматриваемому Вильнюсским окружным судом Литовской Республики», в котором назвала суд «политическим процессом в худших традициях „карательной юстиции“, который никак не связан с защитой прав и свобод человека, противоречащим нормам международного права и имеющим ярко выраженный антироссийский характер».
27 марта 2019 года Вильнюсский окружной суд заочно осудил 95-летнего Дмитрия Язова на 10 лет по делу о событиях 13 января 1991 года. Генпрокуратура республики требовала для Язова пожизненного заключения. Россия не признала решение суда, а против судей Вильнюсского окружного суда СКР было заведено уголовное дело по ч. 2 ст. 305 УК РФ («вынесение заведомо неправосудного приговора»).

### В отставке

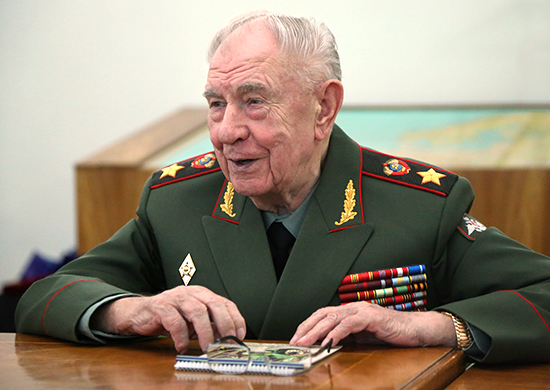
Д. Т. Язов на 55-летии Управления генеральных инспекторов Минобороны России 1 ноября 2013 года

С июля 1998 года занимал должности главного военного советника Главного управления международного военного сотрудничества Минобороны России и главного советника-консультанта начальника Военной академии Генерального штаба.
«Маршал Советского Союза Дмитрий Тимофеевич Язов был выдающимся военачальником,
ярким представителем легендарного поколения победителей, добровольцем, фронтовиком, человеком исключительного мужества и силы духа»
— Владимир Путин
После воссоздания в 2008 году службы генеральных инспекторов Минобороны России — генеральный инспектор Управления генеральных инспекторов Министерства обороны Российской Федерации. Возглавлял Управление до 2012 года.
С 2000 по 2010 годы возглавлял Комитет памяти Маршала Советского Союза Георгия Константиновича Жукова, с 2010 года — член президиума Комитета.
Член руководящих органов ряда общественных организаций (в том числе Форума «Общественное признание», Национальной Ассоциации объединений офицеров запаса Вооруженных Сил «Мегапир» и пр.). За большой вклад в развитие ветеранского движения и активное участие в военно-патриотическом воспитании молодежи 4 февраля 2020 года награждён орденом «За заслуги перед Отечеством» III степени.
Несколько лет был консультантом начальника Военно-мемориального центра Вооружённых сил Российской Федерации.
Увлекался историей, писал стихи. Автор нескольких мемуаров.
В сентябре 2017 года в Омске, на территории интерната № 9, открыт прижизненный памятник-бюст Маршалу Советского Союза Дмитрию Тимофеевичу Язову.
Жил в квартире на улице Александра Невского, выделенной ему мэром Москвы Юрием Лужковым.

### Смерть
Скончался утром в Москве 25 февраля 2020 года в возрасте 95 лет после тяжёлой и продолжительной болезни. Соболезнования в связи со смертью выразили президент России Владимир Путин и министр обороны генерал армии Сергей Шойгу, президент Беларуси Александр Лукашенко, а также руководство КПРФ. Похоронен с воинскими почестями 27 февраля на Федеральном военном мемориальном кладбище. Из зала для прощаний гроб, накрытый государственным флагом России, доставили к месту захоронения на орудийном лафете в сопровождении роты почётного караула, и под залпы артиллерийского салюта он был погребён. 24 апреля 2021 года на месте захоронения открыт памятник.
Ровно за три недели до смерти маршала министр обороны России Сергей Шойгу вручил ему орден «За заслуги перед Отечеством» III степени и юбилейную медаль «75 лет Победы в Великой Отечественной войне 1941—1945 гг.».
Язов является одним из трёх Маршалов Советского Союза, похороненных за пределами Москвы, — Василий Чуйков похоронен, согласно завещанию, в Волгограде на Мамаевом кургане у подножия монумента «Родина-мать», а Василий Петров, как и Язов, похоронен на Федеральном военном мемориале «Пантеон защитников Отечества» в Мытищах (Московская область).

## Семья
Первый брак — с Екатериной Фёдоровной Журавлёвой (26 ноября 1922 — 13 января 1975). Познакомились в марте 1943 года, поженились в 1946 году. Похоронена на Востряковском кладбище.
Второй брак — с Эммой Евгеньевной (4 сентября 1932 — 25 июня 2017), похоронена на Востряковском кладбище.
Дмитрий Язов имел троих детей и семерых внуков. Старшая дочь, Лариса (1947—1949), погибла в возрасте двух лет, упав в кипяток. Сын Игорь (1950—1994) — штурман подводной лодки, капитан второго ранга. Младшая дочь Елена (род. 1953) по специальности — врач-невропатолог, в замужестве носит фамилию «Лосик»: состоит в браке с сыном маршала бронетанковых войск Олега Лосика Александром. Один внук Д. Т. Язова разбился на машине и погиб в 16 лет.

## Награды

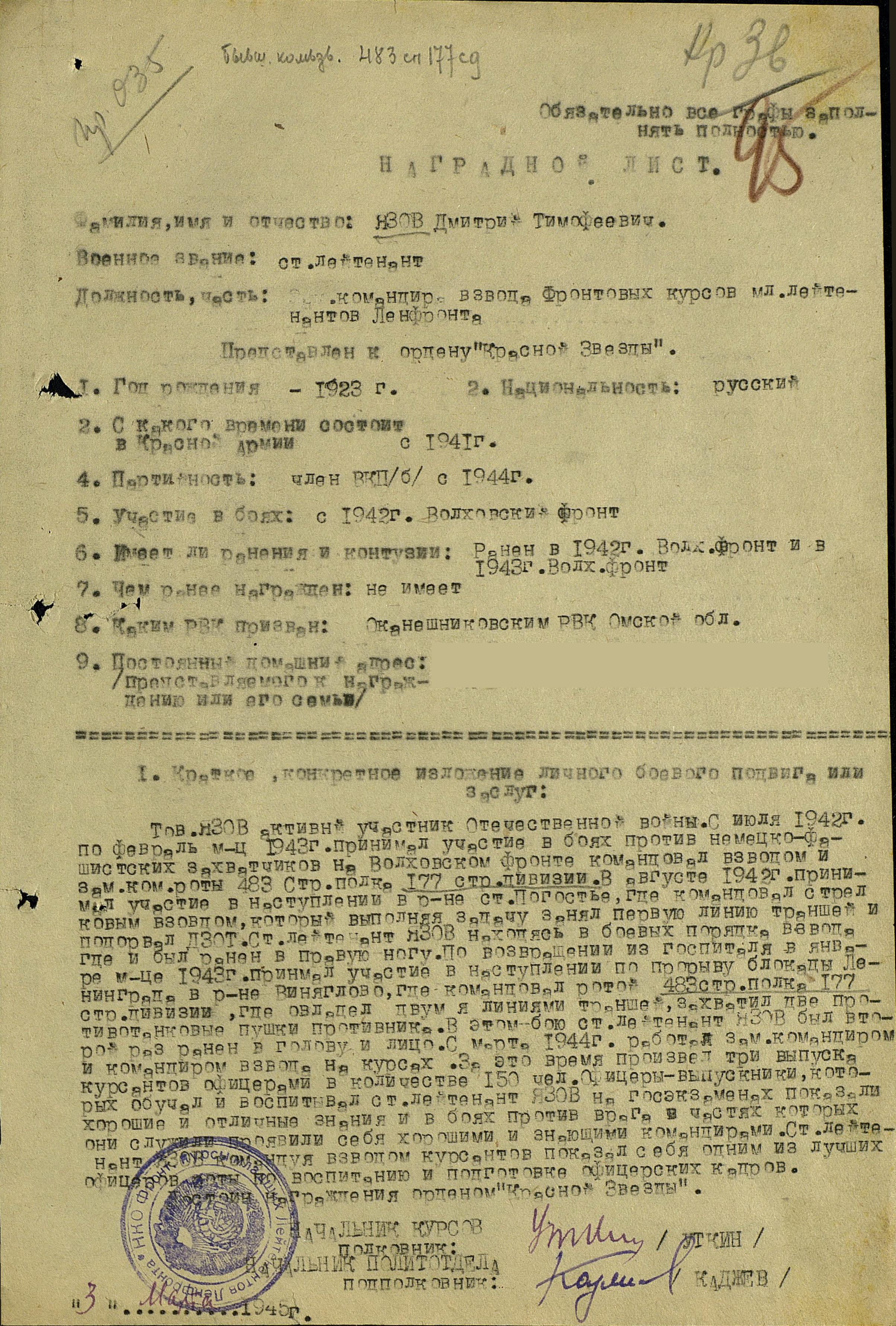
Наградной лист на представление ст. лейтенанта Д. Т. Язова к ордену Красной Звезды, 3 марта 1945

### СССР
- Ордена Ленина (23.02.1971, 18.02.1981)
- Орден Октябрьской Революции (20.02.1991)
- Орден Красного Знамени (1.10.1963)
- Орден Отечественной войны 1-й степени (11.03.1985)
- Орден Красной Звезды (15.06.1945)
- Орден «За службу Родине в Вооружённых Силах СССР» 3-й степени (30.04.1975)
- Медаль «За боевые заслуги» (20.04.1953)
- 19 медалей СССР
- Почётная грамота Президиума Верховного Совета Азербайджанской ССР (06.11.1973)

### России
- Орден «За заслуги перед Отечеством» III степени (2020)[79]
- Орден «За заслуги перед Отечеством» IV степени (5 октября 2009, № 2742)[80]
- Орден Александра Невского (2014)[81]
- Орден Почёта (8 ноября 2004, № 12640)[82]
- Медали Российской Федерации.
- Наградное оружие — 9-мм пистолет Макарова (передан в Центральный музей Вооружённых Сил).

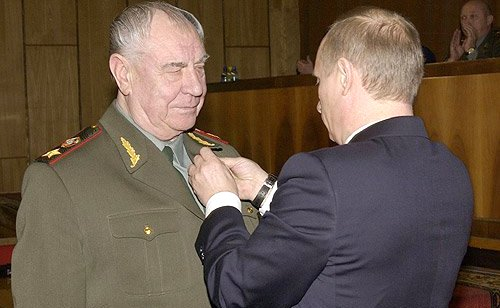
Награждение орденом Почёта, 17 ноября 2004 г.
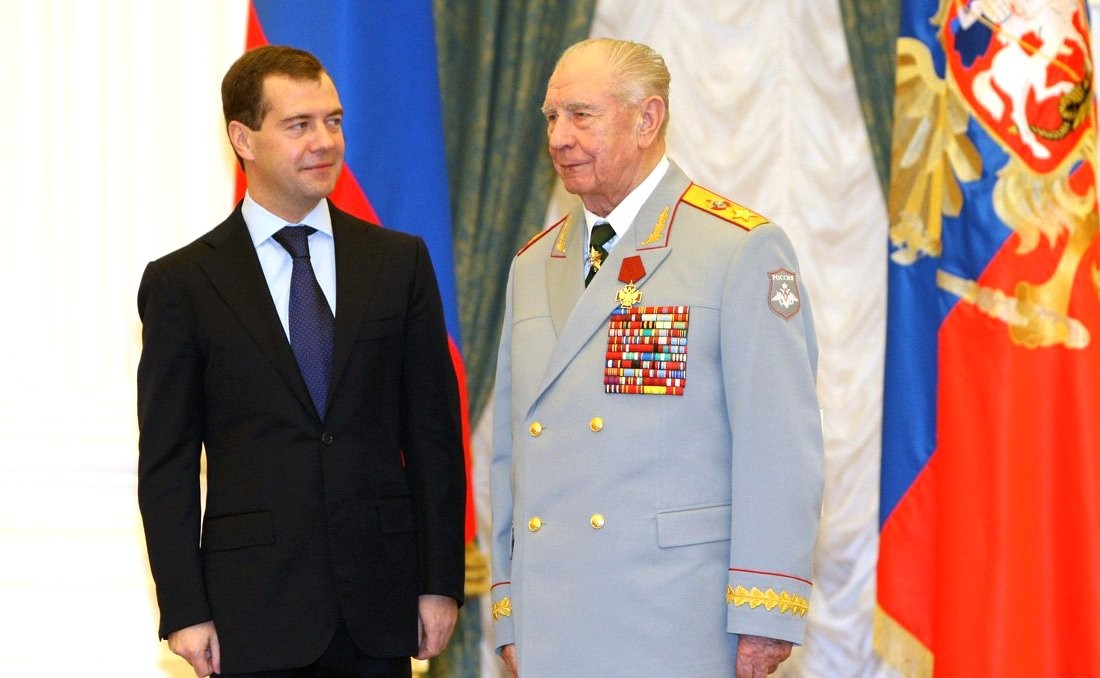
Награждение орденом «За заслуги перед Отечеством» IV степени, 3 ноября 2009 г.
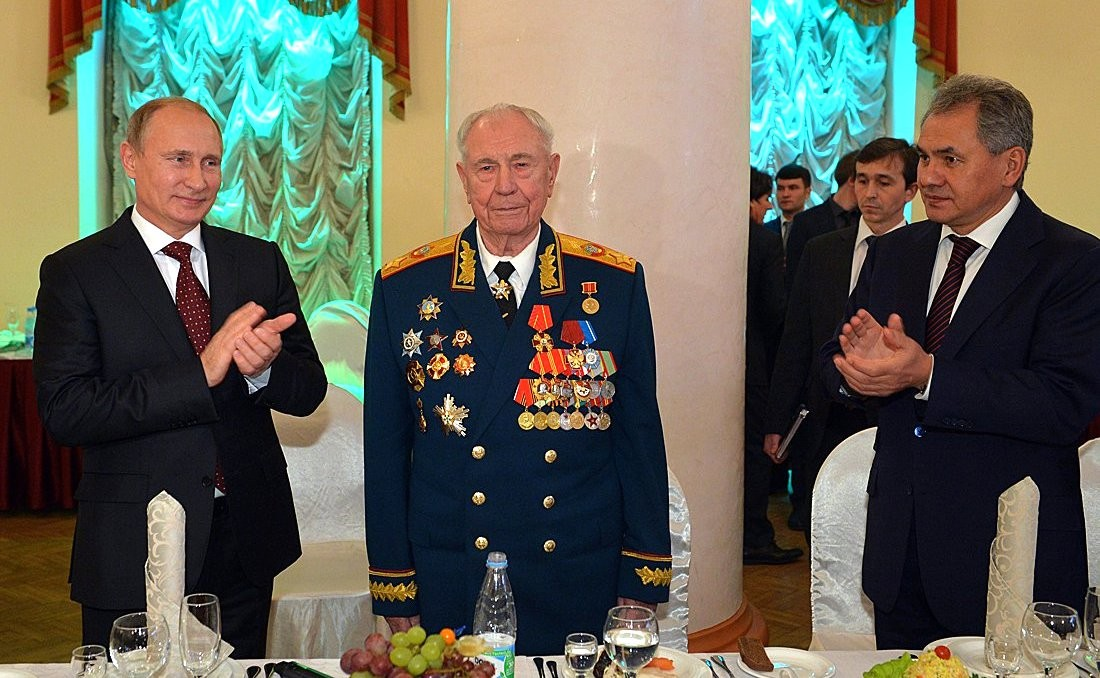
Награждение орденом Александра Невского, 8 ноября 2014 г.
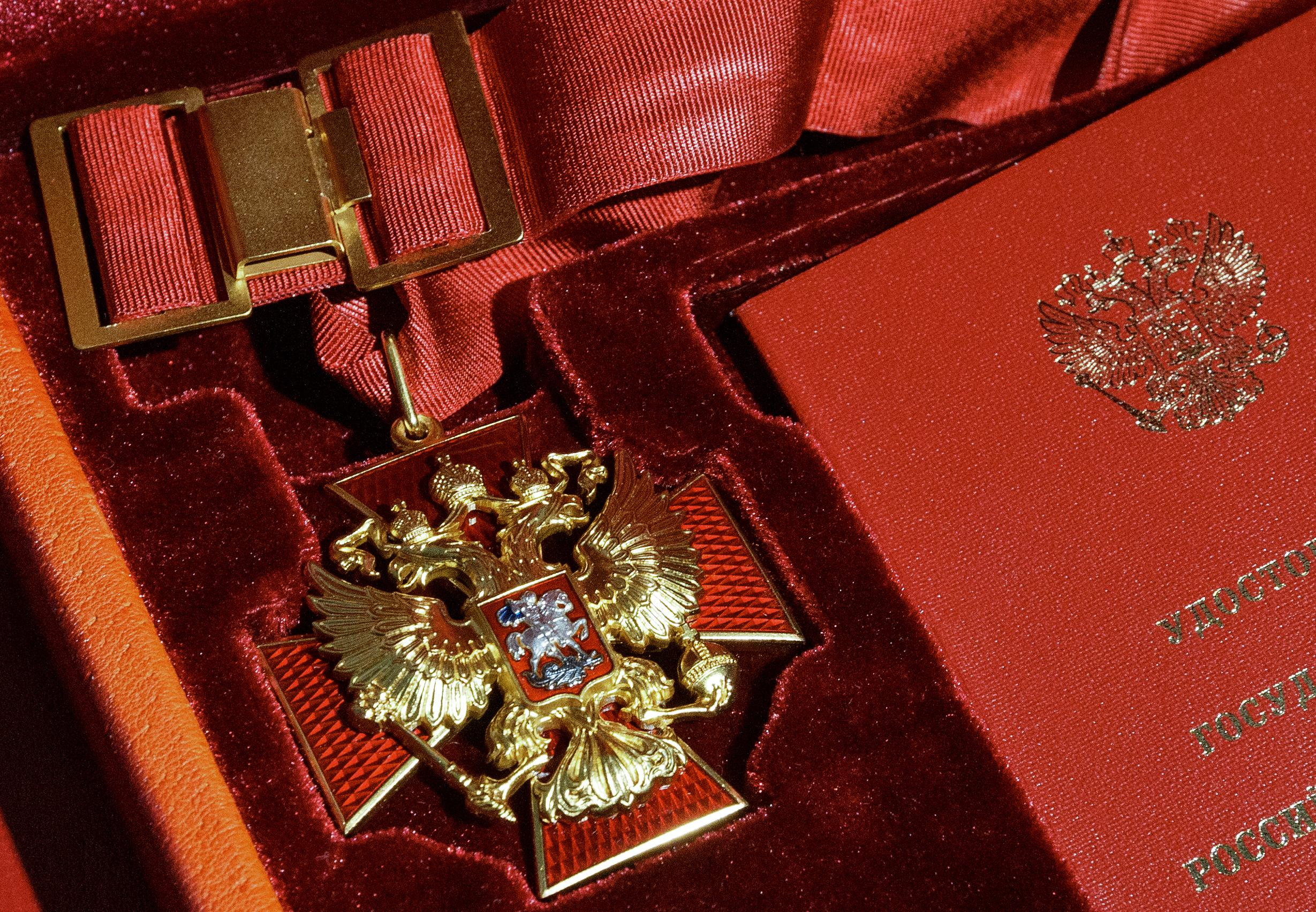
Орден «За заслуги перед Отечеством» III степени, вручённый Язову 4 февраля 2020 г.

### Конфессиональные
- Орден Святого благоверного великого князя Димитрия Донского II ст. (РПЦ, 2005[83])

### Иностранных государств
- 20 наград иностранных государств, в том числе:
  - Орден Чести[уточнить]
  - Орден Свободы и Независимости (КНДР)
  - Орден «Дружба народов» (ДРА)
  - Орден Красного Знамени (ДРА)
  - Орден Че Гевары (Куба)
  - Орден Шарнхорста (ГДР)
  - Орден Красного Знамени (Чехословакия)
  - Орден Заслуг I степени (Сирия)
  - Медаль «40 лет Халхин-Гольской Победы» (МНР)
  - Медаль «50 лет Монгольской Народной Революции» (МНР)
  - Медаль «20 лет независимости Республики Казахстан» (2012)
  - Медаль «10-я годовщина Сандинистской Народной Армии» (02.09.1989, Никарагуа)
  - Медаль «Победы и Свободы» (ПНР)
  - Медаль «Братство по оружию» (04.06.1976, ПНР).
  - Медаль «За укрепление братства по оружию» (НРБ)

### Почётные звания
- Почётный гражданин Омской области[84].

## Киновоплощения
- Николай Рябков в документальном фильме «Завтра всё будет по-другому» (2009),
- Феликс Антипов в художественном фильме «Ельцин. Три дня в августе» (2011),
- Владимир Юматов в сериале «ГДР» (2024).

## Память
- 2 февраля 2022 года Омский городской совет принял решение назвать одну из новых улиц Омска в честь Дмитрия Язова. Согласно постановлению горсовета, имя планируется присвоить улице, проектируемой «параллельно улице Рокоссовского в районе планируемой многоэтажной застройки в границах улиц Лукашевича, Рокоссовского и 3-я Любинская»[85].

## Документальные фильмы
- «Маршал Язов. По своим не стреляю». Режиссёр Андрей Гречиха. Студия «Лекс-фильм», 2013 г.
- «Дмитрий Язов. Последний маршал Советского Союза».